# Sonny Barger
Ralph Hubert "Sonny" Barger (Modesto (Californië), 8 oktober 1938 – Livermore (Californië), 29 juni 2022) was een Amerikaans schrijver en crimineel. Hij wordt gezien als de oprichter van de Oakland-afdeling van de Hells Angels Motorcycle Club in 1957.

## Biografie
Sonny Barger had een moeilijke jeugd. Zijn moeder had het gezin verlaten waardoor Sonny en zijn zus grotendeels door hun aan alcohol verslaafde vader opgevoed werden. Problemen met autoriteiten waren aan de orde van de dag, waarschijnlijk omdat zijn vader hem meer opvoedde als een vriend, dan als zijn zoon. Na het zien van de bikerfilm The Wild One wist Sonny dat hij een motorclub wilde oprichten die meer was dan een vriendenclub. Het moest een tweede familie worden. Barger richtte in 1957 een chapter op in de Californische stad Oakland, een lokale afdeling die snel uitgroeide tot de grootste binnen de Hells Angels.
Barger had een aanzienlijk strafblad. Hij was moordverdachte en werd veroordeeld voor drugshandel en verboden wapenbezit. In 1984 werd hij een betaald informant van de FBI. In 1988 werd Barger veroordeeld wegens samenzwering bij het opblazen in Louisville (Kentucky) van een clubhuis van een rivaliserende motorbende, Outlaws MC. Hij bracht vier jaar in detentie door in een federale gevangenis in de staat Arizona.
Naast zijn activiteiten voor de motorclub schreef Barger autobiografische boeken en romans. Ook speelde hij in de de Amerikaanse televisieserie Sons of Anarchy.
Barger overleed op 83-jarige leeftijd aan leverkanker.

## Gedeeltelijke bibliografie
- Hell's Angel: The Life and Times of Sonny Barger and the Hell's Angels Motorcycle Club, William Morrow, 2001, ISBN 0-06-093754-8
- Ridin' High, Livin' Free: Hell-Raising Motorcycle Stories, William Morrow, 2003, ISBN 0-06-000603-X
- Freedom: Credos from the Road, William Morrow, 2005, ISBN 0-06-053256-4
- Let's Ride: Sonny Barger's Guide to Motorcycling, William Morrow, 2010, ISBN 0-06-196427-1

- Bibsys: 1035216
- Biblioteca Nacional de España: XX1661636
- Bibliothèque nationale de France: cb14152923j (data)
- Gemeinsame Normdatei: 122743989
- International Standard Name Identifier: 0000 0003 6856 3371
- Library of Congress Control Number: no00045899
- Nationale Bibliotheek van Tsjechië: xx0029873
- Nationale Bibliotheek van Israël: 987007352163005171
- Nationale en Universitaire bibliotheek Zagreb: 000324098
- Nederlandse Thesaurus van Auteursnamen: 202809943
- Réseau des bibliothèques de Suisse occidentale: 02-A006502093
- Istituto Centrale per il Catalogo Unico: LO1V191159
- Système universitaire de documentation: 079201466
- Virtual International Authority File: 10057489
- WorldCat: E39PBJkpb7Bv7vTYXytWdmPCwC